# Oravská Polhora
Oravská Polhora és un poble i municipi d'Eslovàquia que es troba a la regió de Žilina, al centre-nord del país.

## Demografia
| Godina             | 1994 | 2004   | 2014   | 2024   |
| ------------------ | ---- | ------ | ------ | ------ |
| Nombre de persones | 3305 | 3623   | 3874   | 4025   |
| Diferència         |      | +9,62% | +6,92% | +3,89% |

| Godina             | 2023 | 2024   |
| ------------------ | ---- | ------ |
| Nombre de persones | 4014 | 4025   |
| Diferència         |      | +0,27% |